# Circuito di Detroit
Il circuito di Detroit è un circuito cittadino non permanente disegnato lungo le sponde dell'omonimo fiume nelle vicinanze del Renaissance Center.

## Storia
Ha ospitato tre edizioni del Gran Premio degli Stati Uniti d'America-Est di Formula 1 (dal 1982 al 1984) e quattro del Gran Premio degli Stati Uniti d'America di Formula 1 (dal 1985 al 1988). Il tracciato era lungo 4.023 metri e, come la maggior parte dei circuiti cittadini, era particolarmente tortuoso e con una sede stradale piuttosto stretta, delimitata da muretti realizzati con blocchi di cemento e guard-rail. La prima gara disputatavi venne interrotta al sesto giro per incidente e poi fermata definitivamente dopo sessantadue giri per il raggiungimento del limite massimo delle due ore; la classifica venne decisa grazie alla somma dei tempi. 
Abbandonato dalla Formula 1 dopo l'edizione del 1988, dal 1989 al 1991 il circuito ha ospitato il campionato della CART. 
Dal 1992 al 2001 la CART ha continuato a correre a Detroit, ma si è spostata su un tracciato differente, a Belle Isle, che ha successivamente ospitato il campionato dell'IndyCar dal 2007 al 2008 e dal 2012 al 2022.
Il circuito nei dintorni del Renaissance Center è tornato ad essere usato nel 2023 per la gara della IndyCar con un tracciato modificato e accorciato.

## Mappe del circuito

Il circuito originale nella stagione 1982
Configurazione del tracciato usata dalla Formula 1 dal 1983 al 1988 e dalla CART dal 1989 al 1991
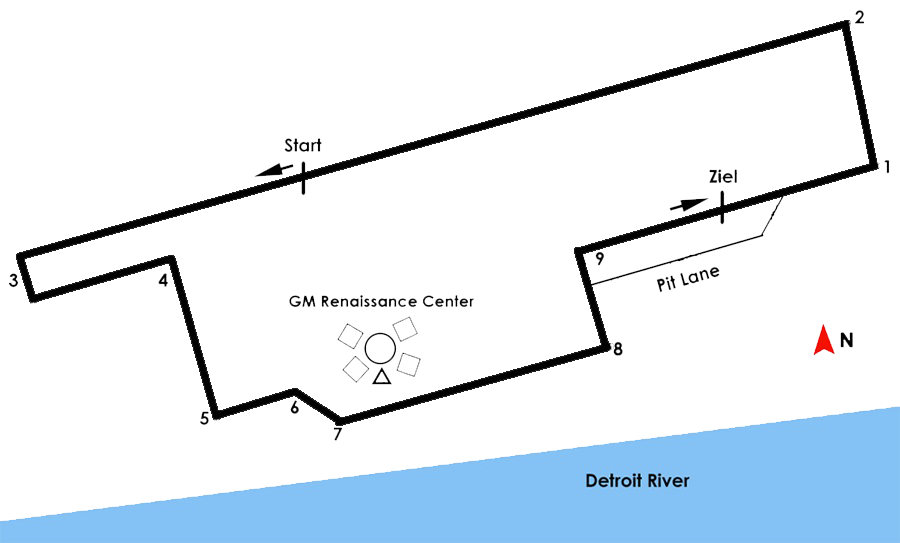
Il circuito usato dalla IndyCar a partire dal 2023